# Das Bürle im Himmel
Das Bürle im Himmel ist ein Schwank (ATU 802). Er steht in den Kinder- und Hausmärchen der Brüder Grimm ab der 3. Auflage von 1837 an Stelle 167 (KHM 167) in alemannischem Dialekt.

## Inhalt
Ein armer Bauer kommt gleichzeitig mit einem reichen Herrn an die Himmelspforte. Petrus sieht erst nur den Reichen, er wird mit viel Musik aufgenommen. Das Bäuerchen fragt, ob es im Himmel denn auch parteiisch zugehe. Petrus erklärt, es sei so selten, dass ein Reicher in den Himmel kommt.

## Herkunft

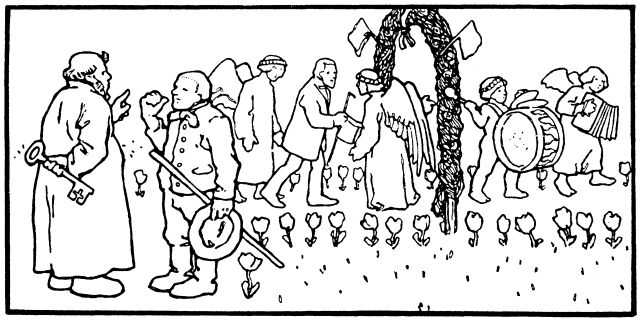
Illustration von Otto Ubbelohde, 1909

Grimms Anmerkung lautet: „Von Friedrich Schmid in der Nähe von Arau auf das beste erzählt.“ Jacob Grimm erhielt den Text, wie KHM 165 Der Vogel Greif und KHM 166 Der starke Hans, von Wilhelm Wackernagel. Ältester literarisches Vorläufer ist Christian Friedrich Daniel Schubarts Gedicht Das Bürle im Himmel. Ein Mährchen, 1774, das Friedrich Schmid auch gekannt haben könnte. Zugrunde liegen offenbar die Bibelworte „Es ist leichter, daß ein Kamel durch ein Nadelöhr gehe, denn daß ein Reicher ins Reich Gottes komme“ (Mk 10,25 , Mt 19,24 , Lk 18,25 ) und „Also wird auch Freude im Himmel sein über einen Sünder, der Buße tut, vor neunundneunzig Gerechten, die der Buße nicht bedürfen“ (Lk 15,7 ). Weitere Petrusschwänke bei Grimm: KHM 35 Der Schneider im Himmel, KHM 81 Bruder Lustig, KHM 82 De Spielhansl, KHM 175 Der Mond, KHM 178 Meister Pfriem.
Der Legendenschwank erschien 1851 in einem schweizerischen Kalender, 1869 in Otto Sutermeisters Kinder- und Hausmärchen aus der Schweiz. Ernst Heinrich Meiers Der Büttel im Himmel lockt die Herren mit Wein aus dem Himmel heraus (Deutsche Volksmärchen aus Schwaben, Nr. 18).